# Songs for Polarbears
Songs for Polarbears è il primo album in studio del gruppo musicale indie rock britannico Snow Patrol, pubblicato nel 1998.

## Tracce
1. Downhill from Here – 3:23
2. Starfighter Pilot – 3:19
3. The Last Shot Ringing in My Ears – 4:26
4. Absolute Gravity – 2:45
5. Get Balsamic Vinegar...Quick You Fool – 3:27
6. Mahogany – 2:46
7. NYC – 4:27
8. Little Hide – 2:41
9. Make Up – 2:12
10. Velocity Girl – 4:37
11. Days Without Paracetamol – 3:32
12. Fifteen Minutes Old – 3:08
13. Favourite Friend – 2:46
14. One Hundred Things You Should Have Done in Bed – 2:11

## Formazione
Gruppo
- Gary Lightbody - voce, chitarra, tastiere, batteria
- Mark McClelland - basso, tastiere

Collaboratori
- Richard Colburn - batteria, tastiere (2)
- Isobel Campbell - voce (7)
- Fraser Simpson - chitarra (11)